# Хуліо Умберто Грондона (стадіон)
Естадіо Хуліо Умберто Грондона (ісп. Estadio Julio Humberto Grondona), або неофіційно Ель Віадукто (ісп. El Viaducto) — футбольний стадіон в місті Саранді, Аргентина. Є домашньою ареною місцевого футбольного клубу «Арсенал».

## Історія
Арена знаходиться в Саранді, передмісті міста Авельянеда. Стадіон був побудований в 1964 році, реконструйований у 2004 році і заново відкритий 7 серпня того ж року. Спочатку стадіон вміщував 5 900 чоловік, після поступових розширень і реконструкції його місткість нині становить 18 300 глядачів.
Стадіон був названий на честь Хуліо Грондони, засновника «Арсеналу» і чиновника, який займав посади президента Асоціації футболу Аргентини (обирався 9 разів) і віце-президента ФІФА.
Через невелику місткість стадіону він не може проводити фінали великих міжнародних турнірів, так єдиний домашній матч «Арсеналу» у фіналі важливого міжнародного змагання Південноамериканського кубка 2007 року пройшов на арені «Естадіо Хуан Домінго Перон» в Авельянеде.